# Forcall
Forcall – gmina w Hiszpanii, w prowincji Castellón, we wspólnocie autonomicznej Walencja, o powierzchni 39,21 km². W 2011 roku liczyła 522 mieszkańców.